# Škoda 149 mm Model 1928
Škoda 149 mm Model 1928 – armata oblężnicza/obrony wybrzeża produkowana w zakładach Škoda w okresie międzywojennym.  Broń była przeznaczona na eksport, zakupiły ją armie Jugosławii i Rumunii.  W Jugosławii znana była pod oznaczeniem 150 mm M 28.
Po kapitulacji Jugosławii około 20 egzemplarzy tej armaty zostało zarekwirowane przez Wehrmacht, gdzie otrzymały oznaczenie 15 cm Kanone 403(j) (15 cm K 403(j)).  12 armat służyło w Norwegii w roli statycznej artylerii nadbrzeżnej.